# Winterling
Der Winterling (Eranthis hyemalis) ist eine Pflanzenart aus der Gattung der Winterlinge (Eranthis) innerhalb der Familie der Hahnenfußgewächse (Ranunculaceae). Er wird gerne in Gärten und Parks angepflanzt und ist eine der ersten Frühlingsblumen.

## Beschreibung

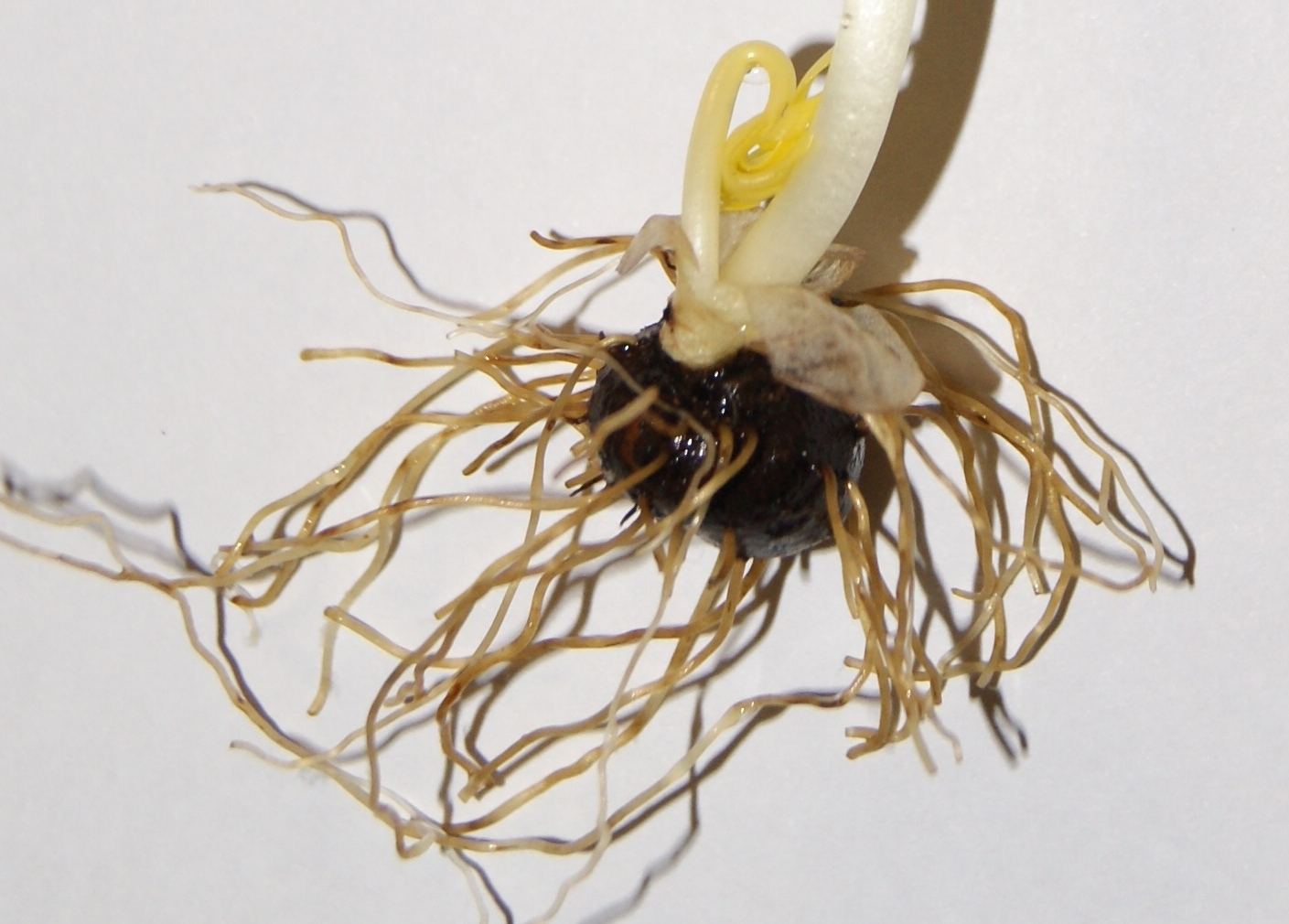
Unterirdische Pflanzenteile

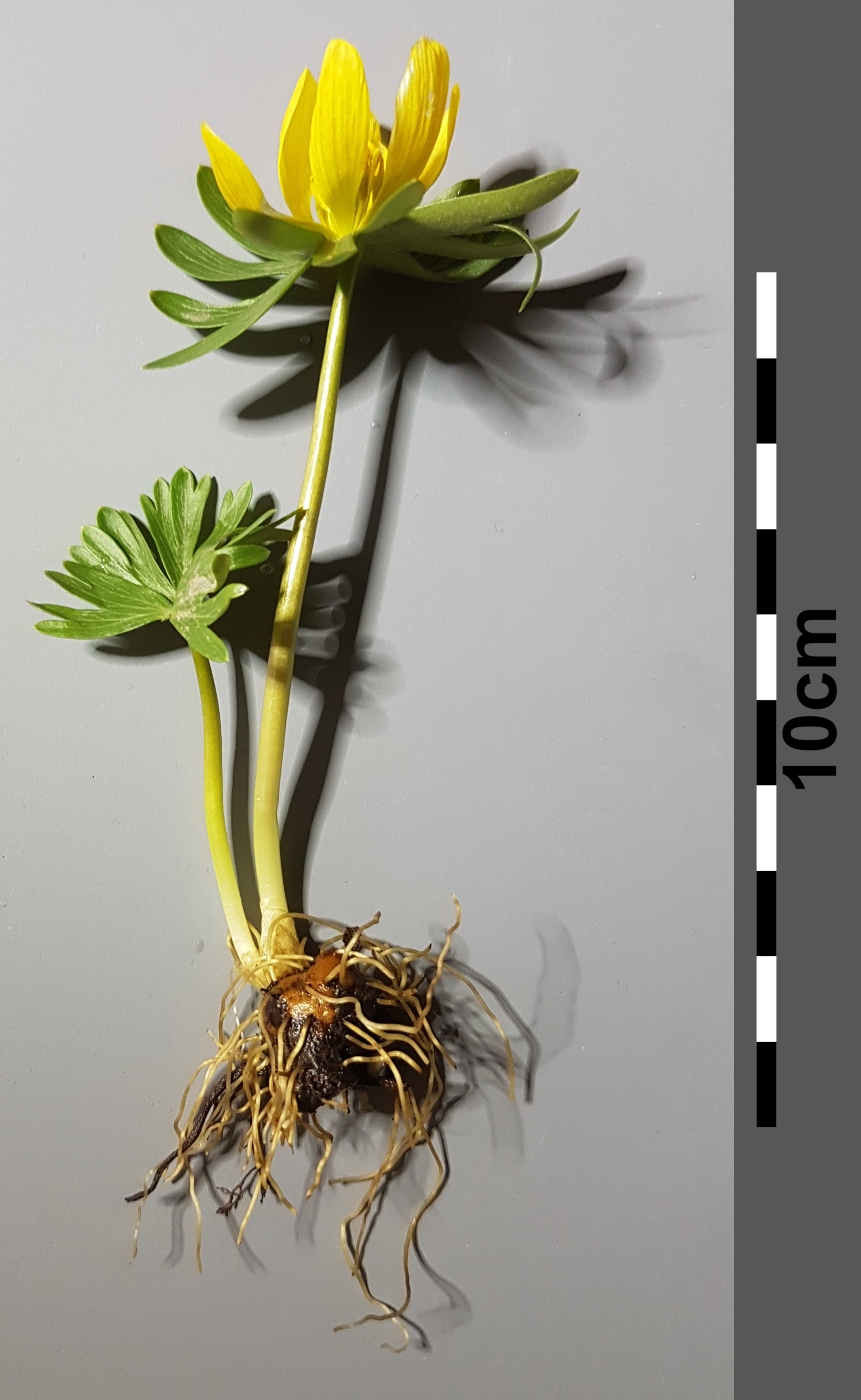
Habitus

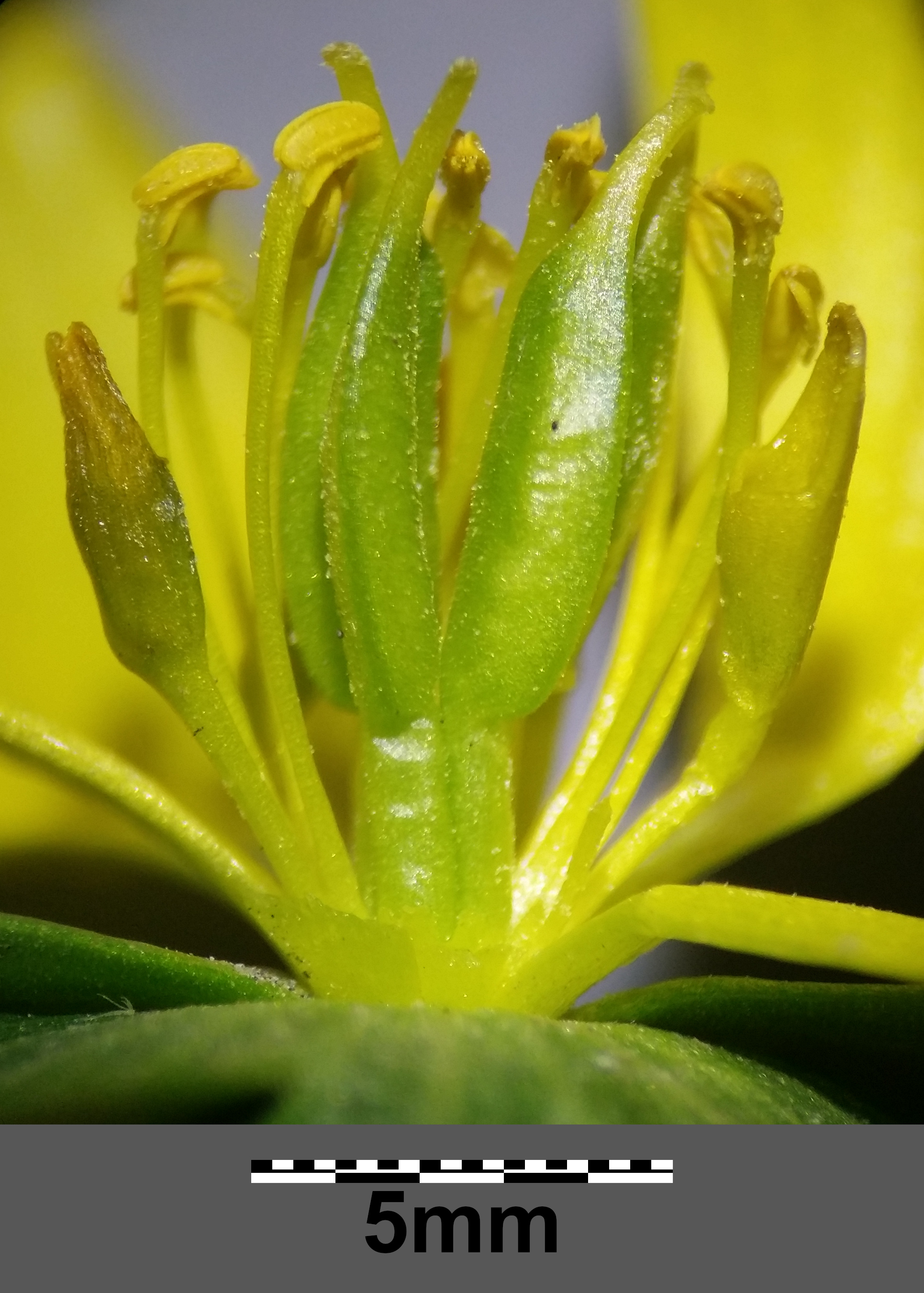
Blüte

### Vegetative Merkmale
Der Winterling wächst als ausdauernde krautige Pflanze und erreicht Wuchshöhen von 5 bis 20 Zentimetern. Als Speicher- und Überdauerungsorgan dient eine in der Erde liegende kugelförmige Sprossknolle, die aus dem Hypokotyl gebildet wird.
Die Laubblätter erscheinen gewöhnlich nach der Blütezeit. Die grundständigen Laubblätter entspringen einzeln der Knolle, wobei pro Blütenstandsschaft meist nur ein Laubblatt entwickelt wird. Die Laubblätter sind in Blattstiel und -spreite gegliedert. Der Blattstiel ist relativ lang. Die rundliche Blattspreite misst im Durchmesser 3 bis 5 Zentimeter und ist drei- bis siebenteilig. Die 2-teiligen Seitenblättchen besitzen bis 2–3-spaltige Abschnitte, das Endblättchen ist 3-spaltig.

### Generative Merkmale

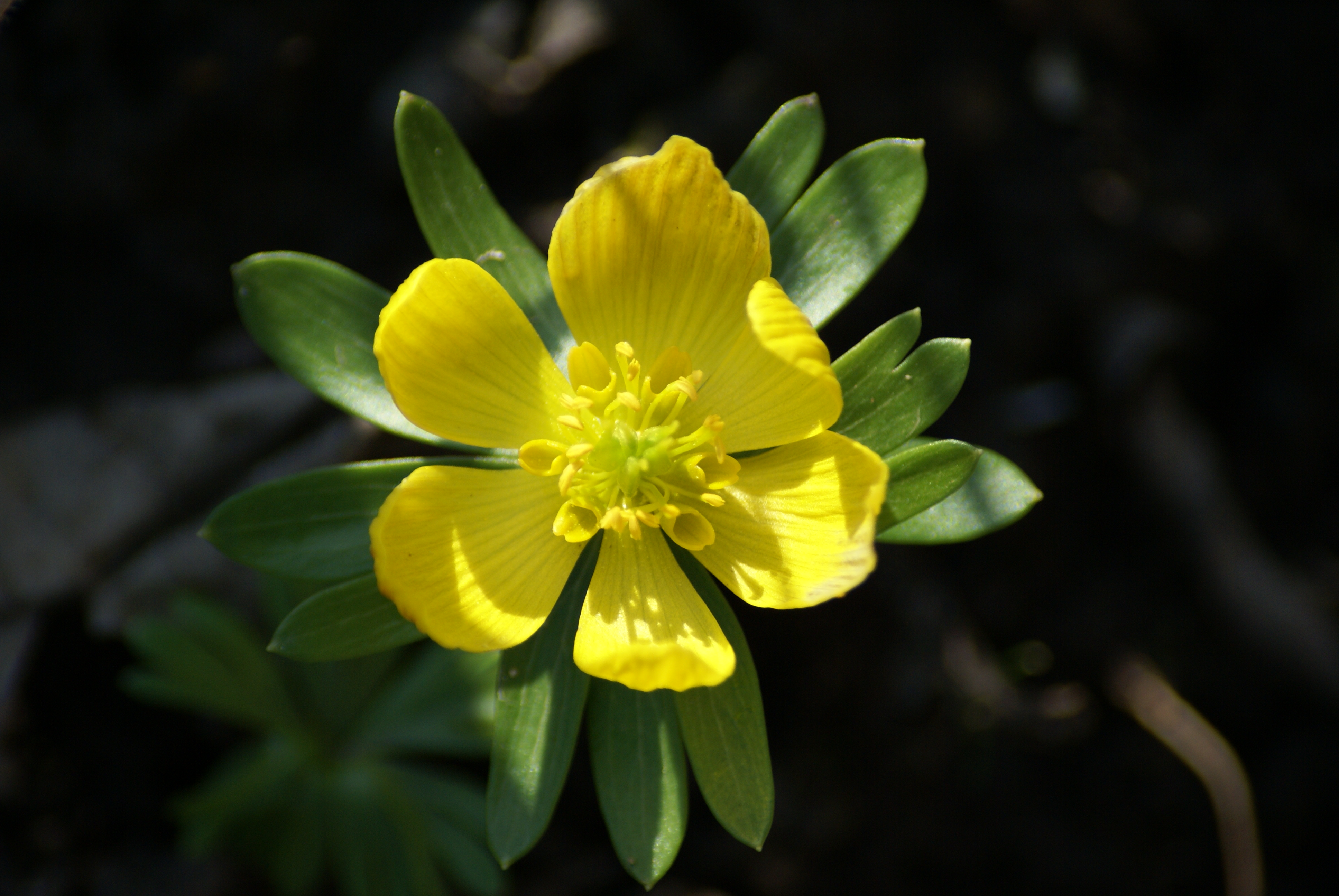
Blüte

Die Blütezeit reicht im Vorfrühling von Februar bis März. Die Blüten stehen einzeln am Ende eines relativ dicken, unbehaarten, grün bis rotbraunen Stängels, der am Grund von Niederblättern umgeben ist. Dicht unter jeder Blüte befindet sich eine Hülle aus drei quirlartig sitzenden, etwa 2 Zentimeter langen, geschlitzten Hochblättern, die auch als Involucrum bezeichnet wird. Funktionell entsprechen sie dem nicht vorhandenen Kelch und übernehmen somit dessen Schutzfunktion für die sich entwickelnde Blüte.
Die zwittrige und radiärsymmetrische Blüte ist becherförmig gestaltet. Ihr Durchmesser beträgt etwa 2,5 Zentimeter. Das Perigon besteht aus meist sechs, seltener fünf bis acht, gleich gestalteten, glänzend gelben Blütenhüllblättern. Die Blütenhüllblätter sind bei einer Länge von 10 bis 15, selten 22 Millimetern schmal-eiförmig und ganzrandig. Etwa 17 bis 38 (durchschnittlich 29) Staubblätter sind spiralig auf der verlängerten Blütenachse angeordnet und sind kürzer als die Blütenhüllblätter. Zwischen den Blütenhüllblättern und den Staubblättern befinden sich meist sechs gestielte, tütenförmige und zweilippig ausgestaltete, etwa 6 mm lange Nektarblätter. Die vier bis acht Fruchtblätter sind unverwachsen (chorikarpes Gynözeum). Den kurzen Griffel schließt eine Narbe ab.
Analog zur Anzahl der Fruchtblätter entstehen nach erfolgreicher Befruchtung pro Blüte vier bis acht braune Balgfrüchte, die miteinander verbunden sind und so in einer Sammelbalgfrucht zusammengefasst sind. Der Fruchtstiel ist bis 10 Millimeter lang. Die durch den Griffelrest geschnäbelten Balgfrüchte messen im Reifezustand bis 15 Millimeter. Sie enthalten mehrere Samen. Die braunen Samen sind circa 2,5 Millimeter lang und etwas kantig.
Die Chromosomenzahl beträgt 2n = 16.

## Ökologie

### Lebensweise
Wie bei allen Frühjahrsgeophyten ziehen die oberirdischen Pflanzenteile zum Sommer hin ein. Das Pflanzenexemplar überdauert bis zum Neuaustrieb im kommenden Jahr mittels der im Boden liegenden Knolle, in der die Nährstoffe hierfür gespeichert werden. Hinsichtlich seiner Lebensform zählt der Winterling daher zu den Geophyten.

### Blütenbiologie

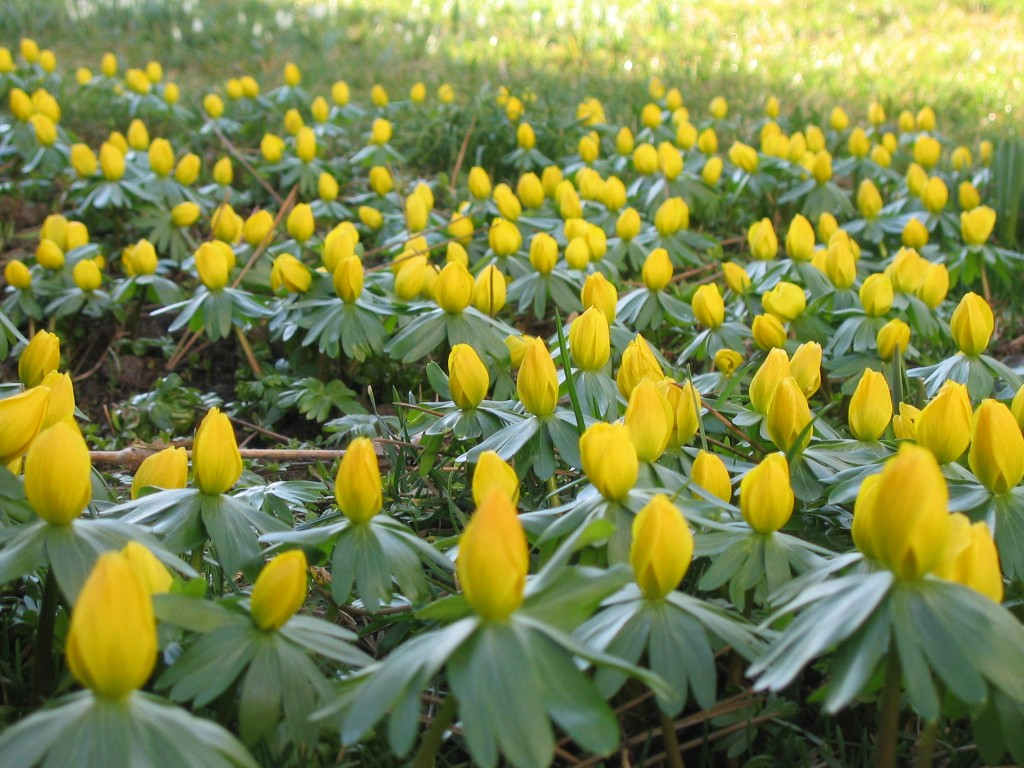
Winterlinge im Februar

Die Blütenbildung tritt erstmals 3 bis 5 Jahre nach der Aussaat ein. Wir haben es mit einem Frühjahrsblüher und einem Schneeblüher zu tun.  Untersuchungen zeigten, dass Temperatureinbrüche und Schneefall zu Beginn der Blütezeit sich hemmend auf das Aufblühen neuer Blüten auswirkte, jedoch die Blüten nicht schädigte. Blütenökologisch handelt es sich um homogame „Nektar führende Scheibenblumen“. Die Blüten sind nur bei Sonnenschein geöffnet, abends schließen sie ab 19 Uhr oder früher. Das Öffnen und Schließen der Blüten ist ein temperaturabhängiger Wachstumsprozess; es liegt eine sogenannte Thermonastie vor. Bestäuber sind Fliegen, besonders aber Bienen, auch die hummelähnlichen Großen Holzbienen, und Hummeln. Der Nektar ist aber nur letzteren zugänglich, weil dafür mindestens ein 2 mm langer Rüssel erforderlich ist. Der Duft wird von den Nektarblättern und den Staubblättern abgegeben. Auch Selbstbestäubung ist möglich, sie ist aber wenig erfolgreich. Der Winterling liefert als eine der ersten Pflanzenarten im Jahr Nektar und Pollen. Untersuchungen in Polen zeigten, dass etwa 1,23 mg Nektar pro Blüte produziert wird und dieser eine Zuckerkonzentration von ungefähr 72 % aufweist.
Steigt die Temperatur an sonnigen Wintertagen auf 10 bis 12 °C, so kann man an den Blüten die ersten Bienenanflüge beobachten.

### Ausbreitungbiologie

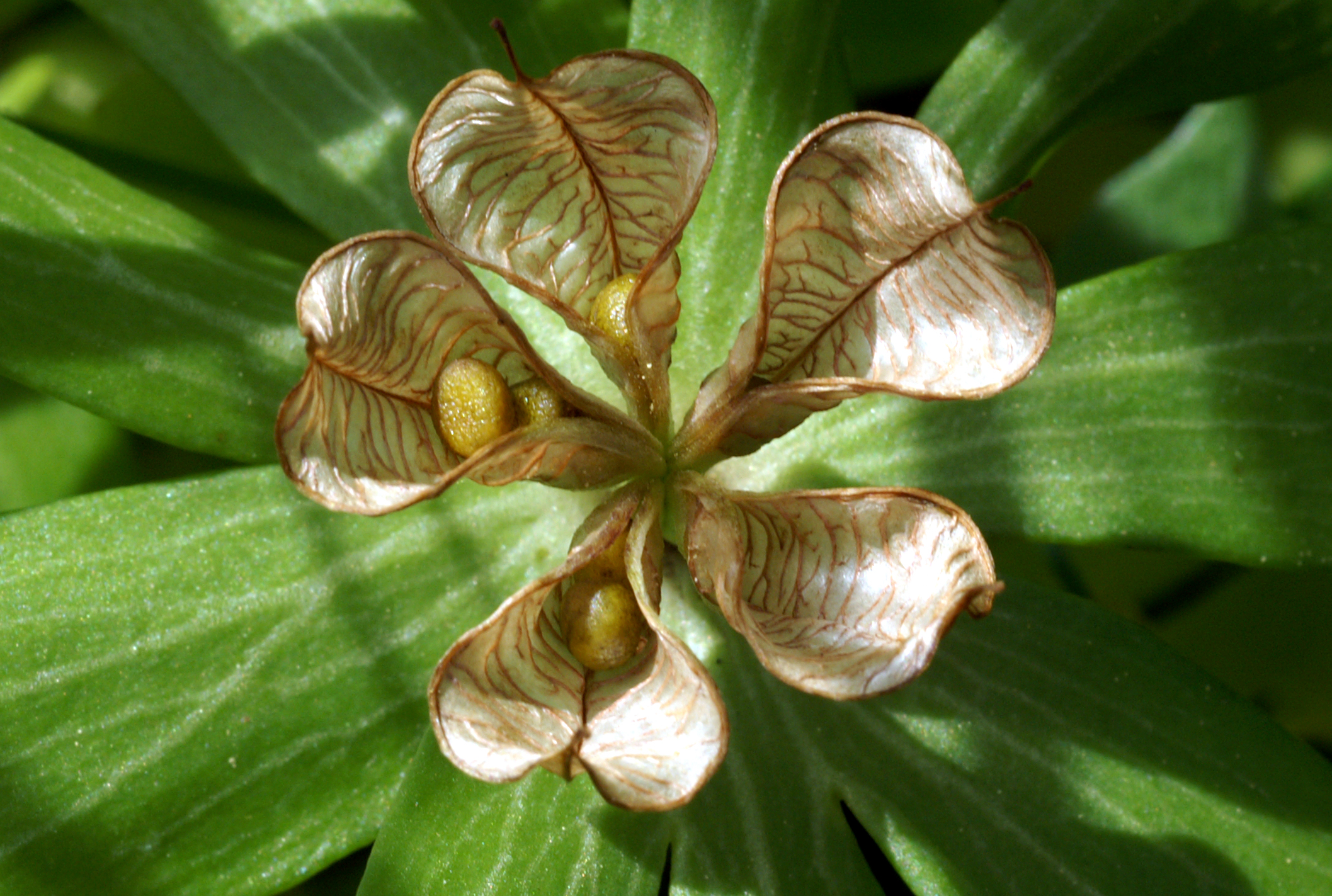
Fruchtstand mit reifen geöffneten Balgfrüchten

Fruchtreife ist von Mai bis Juni. Die Balgfrüchte sind auf der Innenseite wasserabstoßend, und sie stellen beim Öffnen ein schaufelförmiges Gebilde dar. Da der Blütenschaft sehr elastisch ist, werden die Samen beim Aufschlag von Regentropfen herausgeschleudert (es liegt ein Regenballist vor) und dann durch das Regenwasser (als Regenschwemmling) weiter ausgebreitet, bei heftigem Regen ist eine Schleuderweite von 40 cm und mehr möglich. Die letzten Samen werden ausgestreut, wenn  die trocken gewordenen, ganzen Stängel vom Wind verweht werden. Die Embryonen in den Samen gelangen erst nach deren Ausstreuen zur Entwicklung. Die Samen sind Kältekeimer. Vegetative Vermehrung kann in Kultur durch Teilung der Knollen erfolgen.

## Vorkommen

### Verbreitungsgebiet

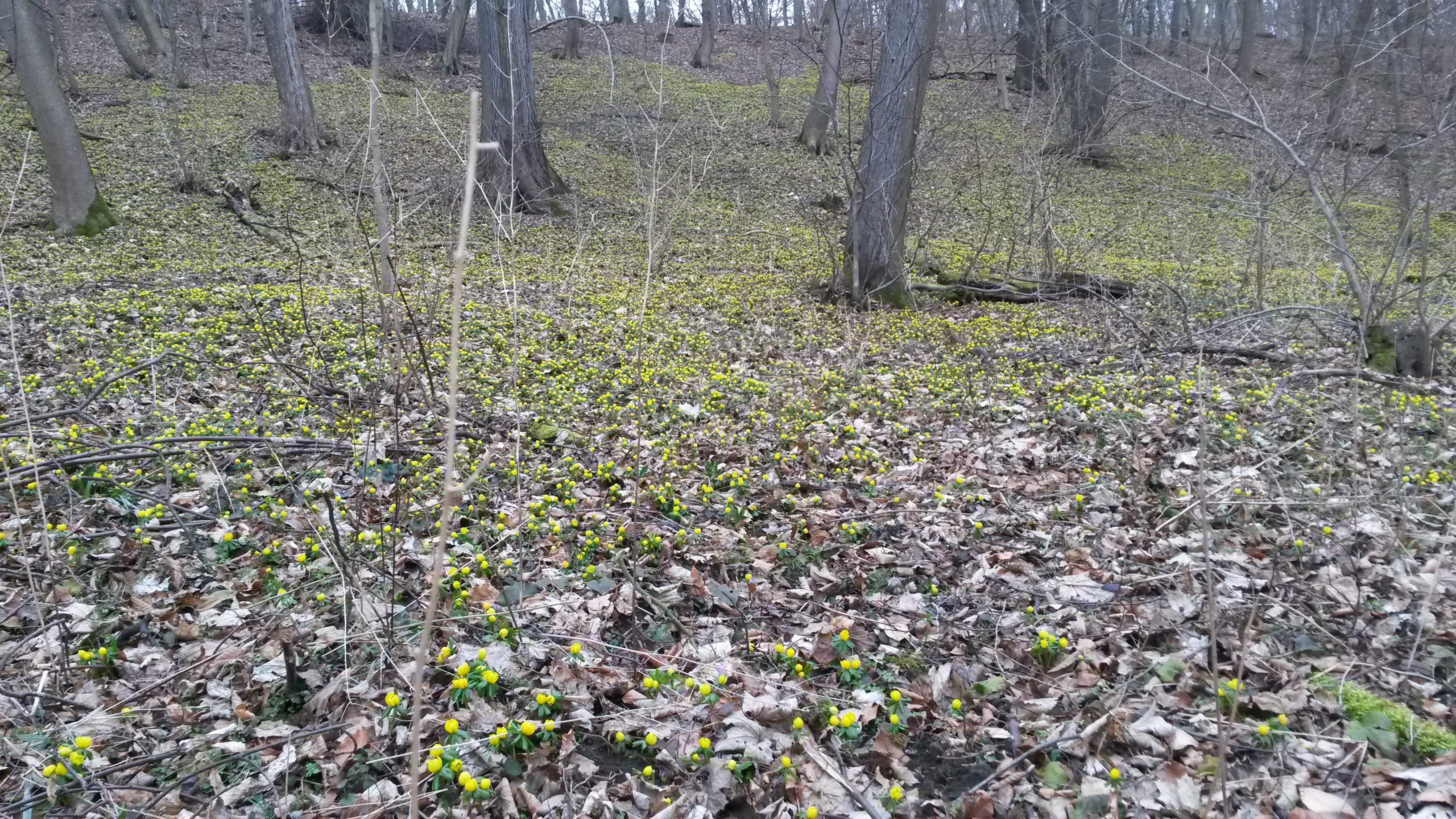
Ausgedehnter Bestand an Winterlingen im Rautal bei Jena (Anfang März)

Die ursprüngliche Heimat des Winterlings reicht von Südostfrankreich über Italien und Ungarn bis nach Bulgarien und in die Türkei, wo der Winterling vor allem in feuchten Laubwäldern und in Gebüschen und Weinbergen wächst. In West- und Zentraleuropa sowie in Nordamerika ist der Winterling ein eingebürgerter Neophyt. Er besitzt natürliche Vorkommen in den Ländern Frankreich, Italien, Slowenien, Kroatien, Serbien, Bosnien-Herzegowina, Albanien, Bulgarien und in der Türkei.
In Mitteleuropa kommt er örtlich in Weinbergen oder in lichten Gebüschen verwildert vor, seit 1870 beispielsweise in Brandenburg, im Gutspark Lüdersdorf, in Thüringen bei Jena, mehrfach in Baden-Württemberg und im Schweizer Jura bei Solothurn; an den genannten Orten bildet er mitunter größere Bestände. Sonst ist er gelegentlich unbeständig aus der Kultur ausgebrochen und wächst so in Mitteldeutschland vom Rheinland bis nach Sachsen, wobei meist nur wenige Pflanzen in der Nähe von Gartenanlagen zu finden sind. Der Winterling gilt somit in Deutschland als Stinsenpflanze.

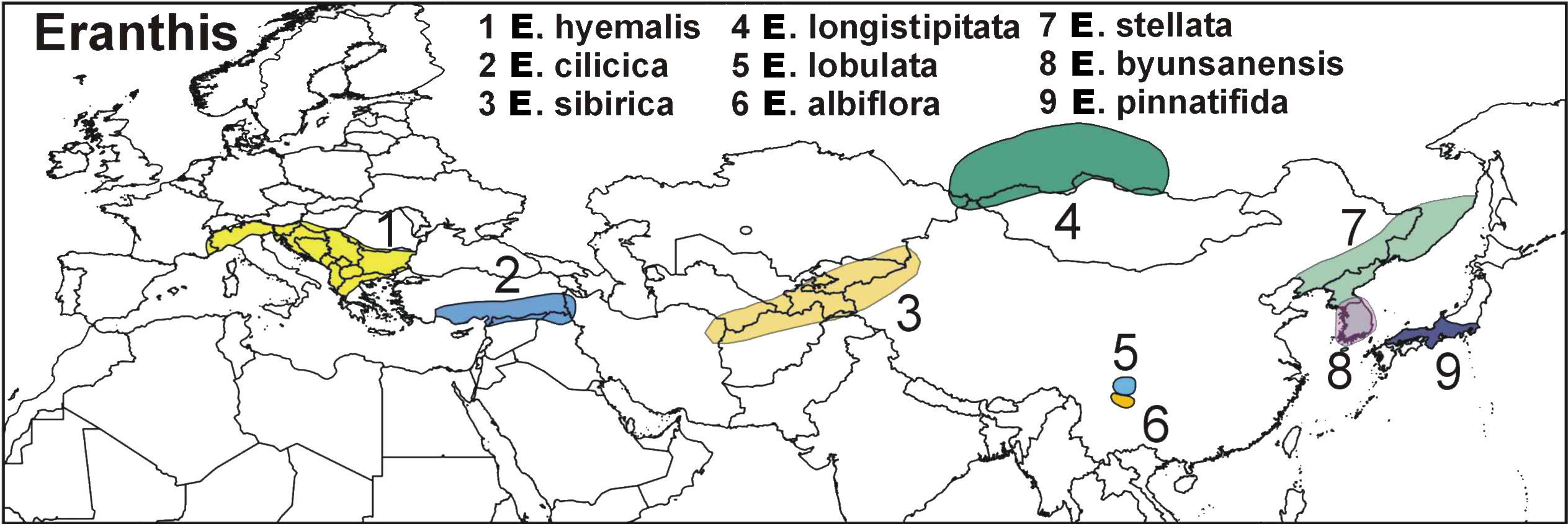
Verbreitungskarte der acht bzw. neun Arten Winterlinge in Europa und Asien. (Versuch einer Darstellung gemäß der natürlichen Verbreitung. Man beachte: Nr. 3 und Nr. 4 sind vertauscht)

### Standort
Der Winterling gedeiht am besten auf nährstoffreichen, lockeren Lehmböden und eher im Halbschatten als im vollen Licht.
Die ökologischen Zeigerwerte nach Landolt et al. 2010 sind in der Schweiz: Feuchtezahl F = 3 (mäßig feucht), Lichtzahl L = 3 (halbschattig), Reaktionszahl R = 4 (neutral bis basisch), Temperaturzahl T = 4+ (warm-kollin), Nährstoffzahl N = 3 (mäßig nährstoffarm bis mäßig nährstoffreich), Kontinentalitätszahl K = 2 (subozeanisch).

### Pflanzensoziologie
In Mitteleuropa ist er eine Charakterart der Assoziation Weinbergslauch-Gesellschaft (Geranio-Allietum) im Verband der Erdrauch-Wolfsmilch-Gesellschaften (Fumario-Euphorbion), kommt aber auch in Pflanzengesellschaften der Ordnung Prunetalia (Gebüsche und Hecken) vor. In Südosteuropa ist er eine Charakterart der Verbände Auwald  (Alno-Ulmion) und  Eichen-Hainbuchen-Wälder (Carpinion betuli).

## Taxonomie und Systematik
Die Erstveröffentlichung erfolgte 1753 durch Carl von Linné in Species Plantarum, Tomus I, S. 557 als Helleborus hyemalis. Das Artepitheton hyemalis ist lateinischen Ursprungs, bedeutet winterlich und nimmt ebenso wie die Gattungsbezeichnung auf die frühe Blütezeit Bezug. Die Neukombination zu Eranthis hyemalis (L.) Salisb. wurde im Jahre 1807 durch den englischen Botaniker Richard Anthony Salisbury in Transactions of the Linnean Society of London, Band 8, S. 304 veröffentlicht. Ein weiteres Synonyme für Eranthis hyemalis (L.) Salisb. ist Cammarum hyemale (L.) Greene. Der Gattungsname Eranthis kommt aus dem Griechischen und setzt sich aus den Worten ἦρ er für „Frühling“ und ἄνθος anthos für „Blüte“ zusammen.
Eine Hybride von Eranthis hyemalis mit Eranthis cilicica ist:
- Tubergens Winterling (Eranthis ×tubergenii Bowles, Eranthis hyemalis var. tubergenii (Bowles) P.D.Sell). Eine viel kultivierte Sorte ist 'Guinea Gold'.[16]

## Giftigkeit
Der Winterling ist bei Verzehr giftig, insbesondere die Knollen sind stark giftig.
Die Hauptwirkstoffe sind Herzglykoside aus der Gruppe der Bufadienolide, Eranthin A und B.
Vergiftungserscheinungen sind Übelkeit, Erbrechen, Koliken, unregelmäßiger, verlangsamter Puls, Herzschwäche, Sehstörungen, Atemnot, bei letaler Dosis Herzstillstand im Kollaps.

## Geschichte
Die Verwendung des Winterlings als Zierpflanze im Garten begann in der 2. Hälfte des 16. Jahrhunderts. Aus Kräuterbüchern weiß man, dass er bereits 1588 von Joachim Camerarius in dessen Garten in Nürnberg kultiviert wurde. Camerarius hatte diese Pflanze von einer Italienreise mitgebracht. In den ersten drei Jahrzehnten des 17. Jahrhunderts wurde der Winterling in den Pflanzenverzeichnissen diverser Gärten aufgeführt. Populär wurde diese Pflanzenart, als gegen Ende des 18. Jahrhunderts großzügig angelegte Landschaftsparks in Mode kamen.

## Trivialnamen
Für den Winterling bestehen bzw. bestanden auch die weiteren deutschsprachigen Trivialnamen: Ackerwurz, Knobelblumen und Knoble.

## Weitere Fotos

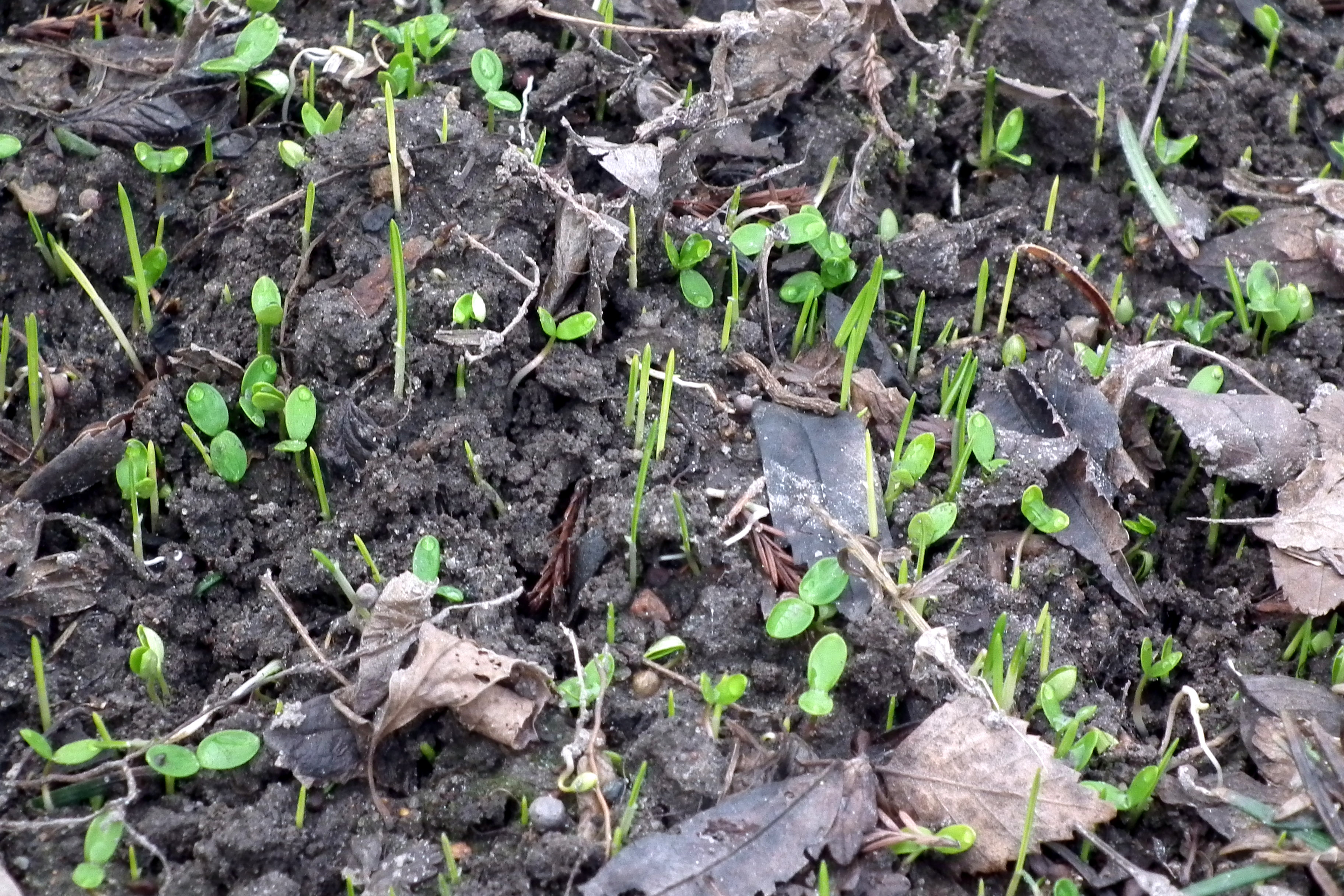
Keimlinge (neben Krokus-Sämlingen)
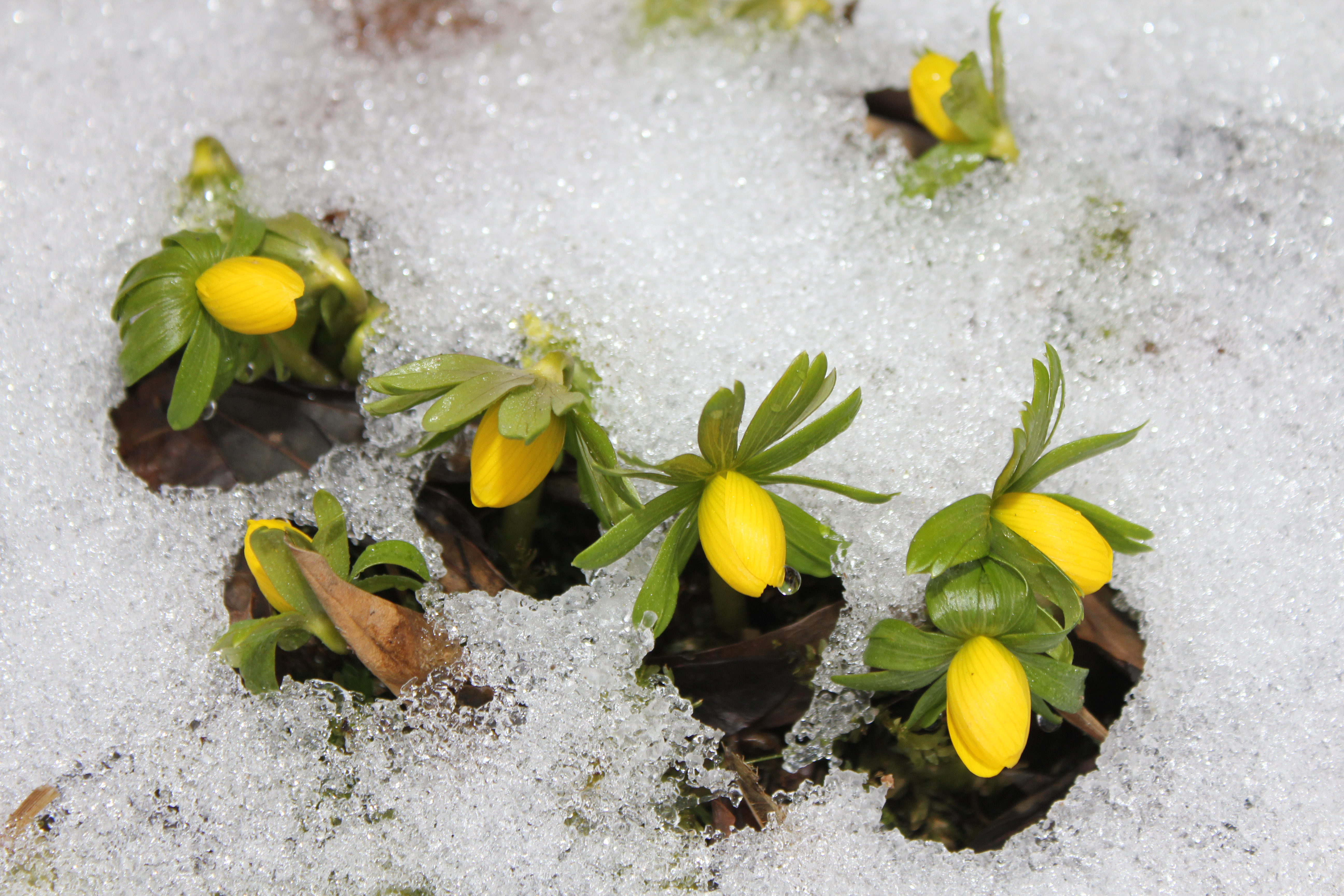
Winterlinge im Schnee
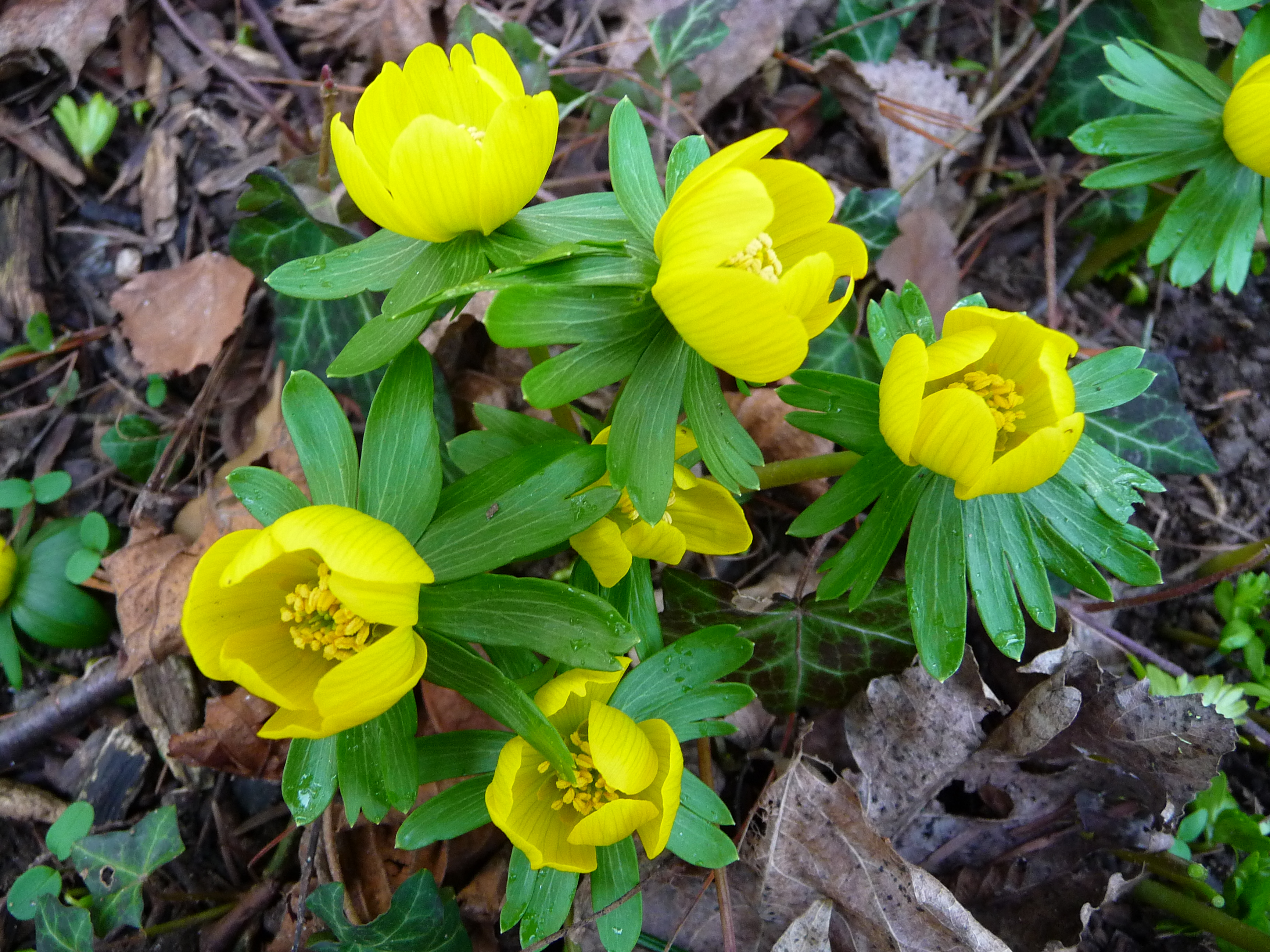
Halb geöffnete Blüten
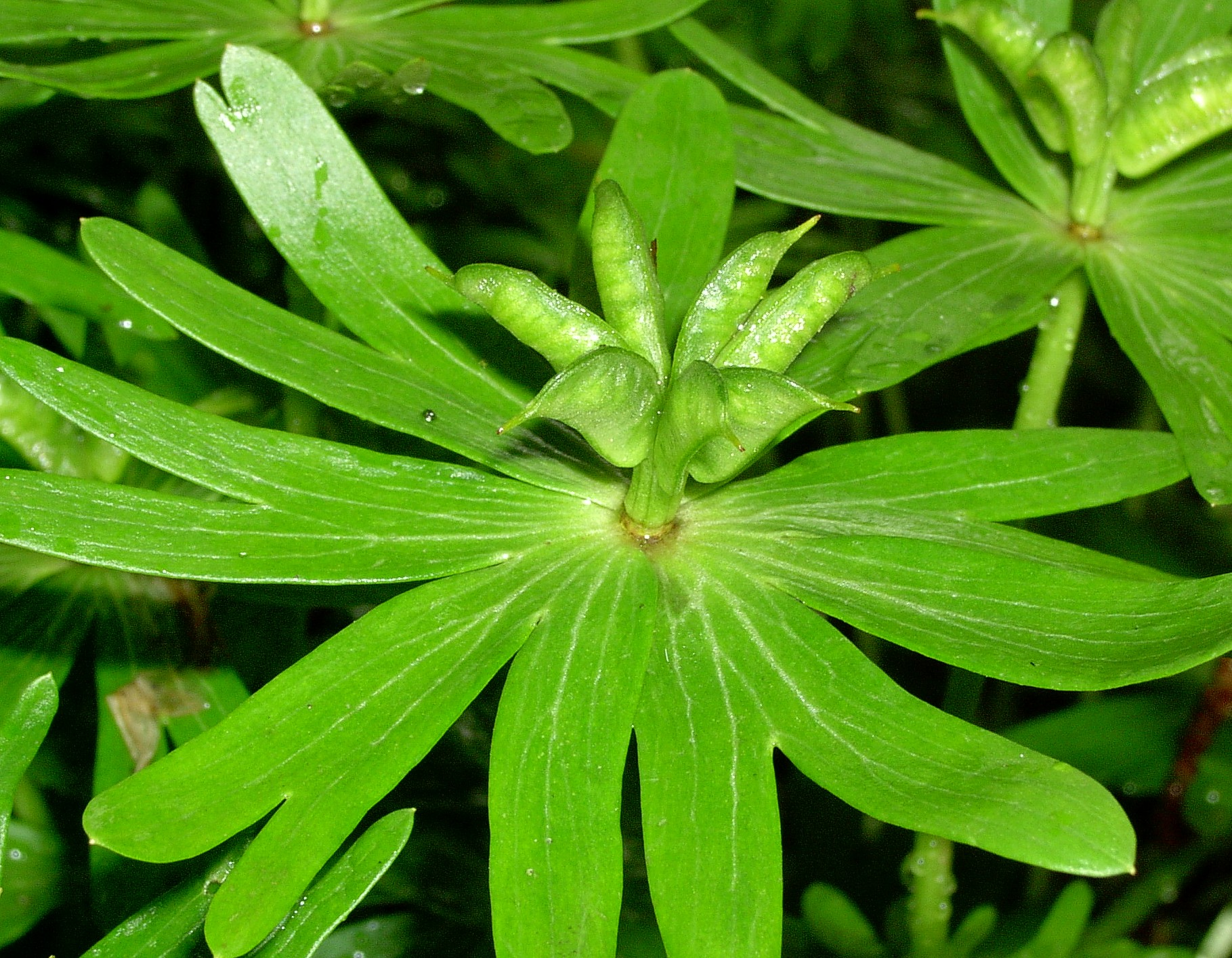
Hochblätter und unreife Balgfrüchtchen
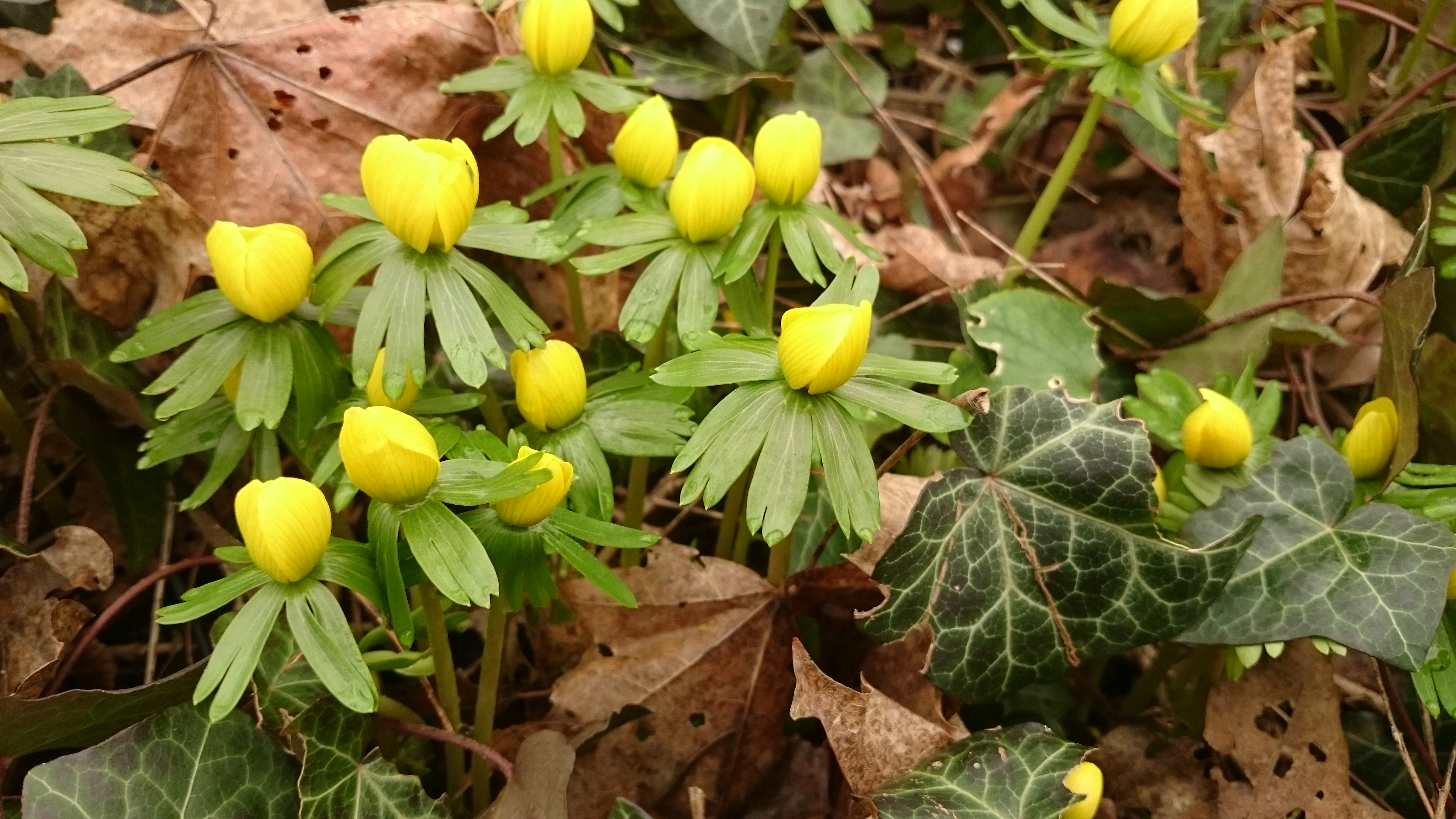
Winterling (Eranthis hyemalis), Anfang Februar 2024 in einer Berliner Parkanlage, Deutschland